# Subestació elèctrica

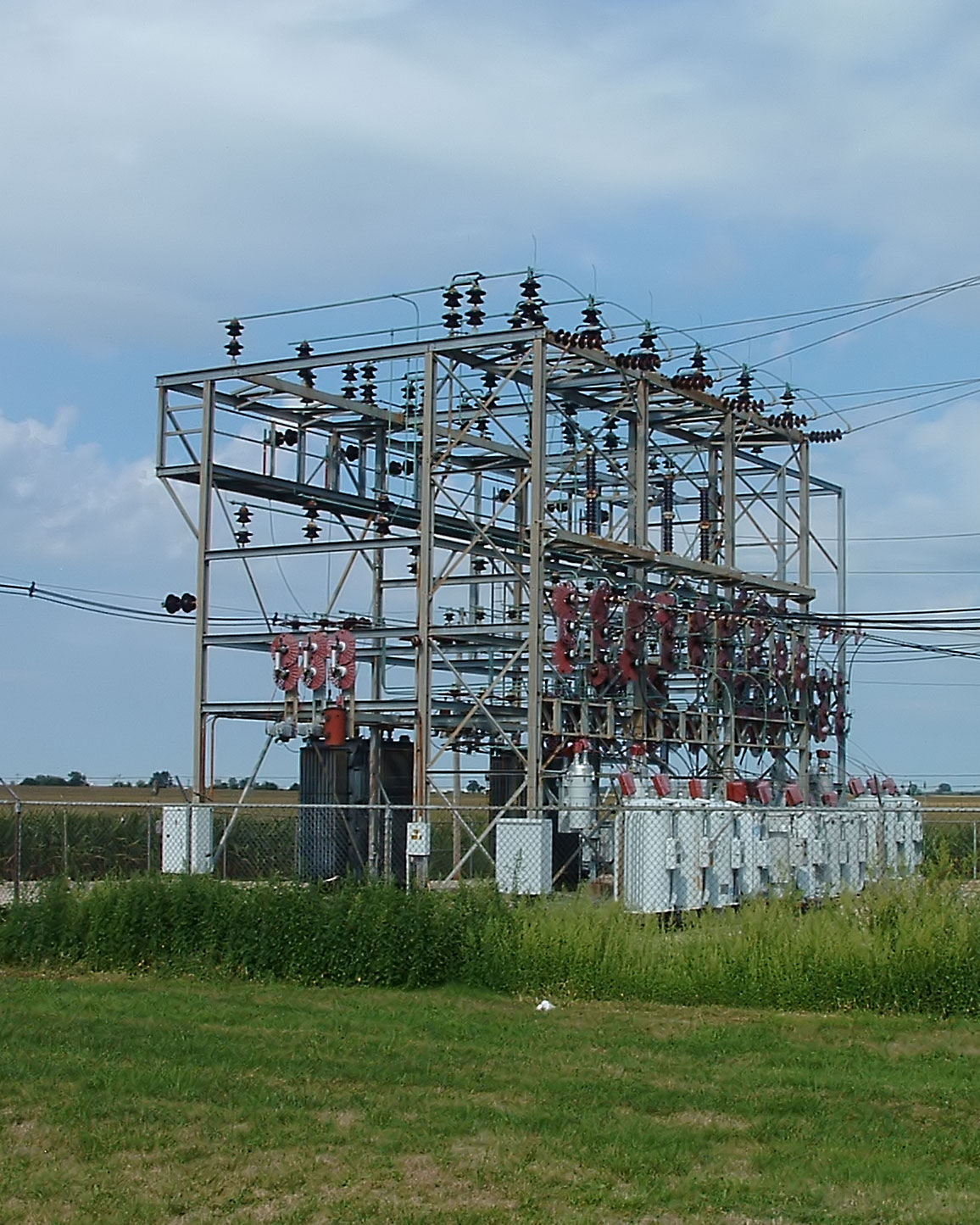
Subestació elèctrica

La subestació elèctrica és una instal·lació industrial emprada per a la transformació del voltatge del corrent elèctric. Aquestes s'ubiquen en els encontorns de les centrals elèctriques per pujar el voltatge a la sortida dels generadors i als afores de les poblacions i consumidors, per tornar-la a baixar.
La raó per fer aquesta elevada de tensió i després baixada, és el transport de la elèctricitat a llarga distància, si es puja el voltatge es redueixen les pèrdues de resistència que depenen de la intensitat de la elèctricitat.